# Clémence Latimier
Clémence Latimier (Saint-Martin-d'Hères, 24 augustus 2003) is een Frans wielrenster.

## Carrière
In 2023 mocht Latimier namens een regionale selectie van Auvergne-Rhône-Alpes deelnemen aan de Ronde van de Toekomst. Na vijf dagen eindigde ze op plek 35 in het klassement. In 2024 sloot ze zich aan bij Team Féminin Chambéry. Namens die ploeg nam ze deel aan onder meer de Alpes Grésivaudan Classic en La Picto-Charentaise. In het Franse kampioenschap op de weg voor belofterensters bleef enkel Lise Ménage haar voor. Vanaf augustus mocht ze stage lopen bij Arkéa-B&B Hotels. Na die stageperiode keerde ze in 2025 terug bij Team Féminin Chambéry, maar maakte per 1 mei toch de overstap naar de profs van Arkéa-B&B Hotels. Eind juli stond ze aan de start van de Ronde van Frankrijk. In de derde etappe maakte ze deel uit van de vroege vlucht.

## Resultaten in voornaamste wedstrijden
| \| Jaar \| Ronde van Italië \| Ronde van Frankrijk \| Ronde van Spanje \| \| ---- \| ---------------- \| ------------------- \| ---------------- \| \| 2025 \| \| 61e \| \| |                  |                     |                  |
| Jaar | Ronde van Italië | Ronde van Frankrijk | Ronde van Spanje |
| 2025 |                  | 61e                 |                  |

## Ploegen
- 2024 –  Arkéa-B&B Hotels Women (stagiaire vanaf 1 augustus)
- 2025 –  Arkéa-B&B Hotels Women (vanaf 1 mei)